# Лада (остров)
Лада (др.-греч. Λάδη, лат. Ladē) — островок в Латмийском заливе Эгейского моря у берега Карии, к западу от древнего ионийского города Милет в Малой Азии. Островок защищал одну из гаваней Милета. Из-за наносов реки Меандр (Большой Мендерес) море отступило, в Средние века остров Лада стал частью материка, в настоящее время — гора Батмаз (тур. Batmaz Tepeleri) высотой 110 м над уровнем моря, которая находится в 1,2 км от берега близ турецкого села Батыкой в районе Дидим в иле Айдын.
В 494 году до н. э. произошла битва при Ладе, в которой персы разбили флот малоазиатских греков, после чего Милет был разрушен.